# Parascyllium
Parascyllium ist eine Gattung aus der Überordnung Echte Haie und der Familie der Kragenteppichhaie. Sie beinhaltet fünf Arten, die in begrenzten Verbreitungsgebieten um den australischen Kontinent vorkommen.

## Merkmale
Bei allen Arten der Gattung handelt es sich um kleine und sehr schlanke, langgestreckte Arten. Sie erreichen eine maximale Körperlänge zwischen 89 und 90 Zentimeter und sind damit ausgewachsen deutlich größer als die nahe verwandten Cirrhoscyllium-Arten. Die Körperunterseite ist in für bodenlebende Haiarten typischer Weise abgeflacht. Die beiden Rückenflossen liegen sehr weit hinten, die erste Rückenflosse entspringt bei allen Arten hinter den Bauchflossen und die zweite deutlich hinter dem Ansatz der Afterflosse.
Gegenüber den nahe verwandten Arten der Gattung Cirrhoscyllium lassen sich Parascyllium-Arten durch das Fehlen von Barteln im Bereich der Kehle abgrenzen. Zudem sind die Arten der Gattung Parascyllium in der Regel durch eine deutliche Zeichnung mit zahlreichen Flecken und Punkten gekennzeichnet während bei Cirrhoscyllium-Arten nur Sattelflecken vorkommen.

## Verbreitung
Die fünf Arten der Gattung Parascyllium haben jeweils ein begrenztes Verbreitungsgebiet im Küstenbereich Australiens. So kommt der Kragenband-Teppichhai nur an der Ostküste Australiens vor, während der Rostfarbene Teppichhai und der Halsband-Teppichhai entlang der südlichen Küste und um Tasmanien leben. Parascyllium sparsimaculatum ist nur aus einem sehr eng begrenzten Tiefseegebiet vor Western Australia bekannt.
Mit Ausnahme von Parascyllium sparsimaculatum leben sie auf dem pazifischen Kontinentalschelf in felsigen Riffen in Tiefen bis zu 180 m. Parascyllium sparsimaculatum ist eine Tiefseeart, die in Tiefen von 245 bis 435 Meter zu finden ist, und die bislang nur in drei Individuen bekannt ist.

## Lebensweise
Über die Lebensweise der fünf Arten liegen nur sehr wenige Informationen vor. Sie sind nachtaktiv und verstecken sich tagsüber in Höhlen. Wahrscheinlich sind alle Arten eierlegend (ovipar) und sie ernähren sich von kleinen Fischen und wirbellosen Tieren.

## Systematik
Die Gattung Parascyllium besteht aus fünf Arten und bildet gemeinsam mit der Gattung Cirrhoscyllium die Familie der Kragenteppichhaie (Parascyllidae) innerhalb der Ammenhaiartigen (Orectolobiformes).
Bei den fünf Arten handelt es sich um:
- Kragenband-Teppichhai (Parascyllium collare Ramsay & Ogilby, 1888)
- Parascyllium elongatum Last & Stevens, 2008
- Rostfarbener Teppichhai (Parascyllium ferrugineum McCulloch, 1911)
- Parascyllium sparsimaculatum Goto & Last, 2002
- Halsband-Teppichhai (Parascyllium variolatum (Duméril, 1853))

## Gefährdung
Drei Arten von Parascyllium werden in die Rote Liste der International Union for Conservation of Nature (IUCN) als unbedenklich („least concern“) geführt mit Ausnahme von Parascyllium elongatum und Parascyllium sparsimaculatum, für die keine ausreichenden Daten für eine Einstufung vorliegen („Data deficient“). Sie sind selten und werden nur gelegentlich als Beifang gefangen.